# Goneril : příběh jednoho setkání
Goneril : příběh jednoho setkání (německy Goneril : die Geschichte einer Begegnung) je román, který napsal rakouský římskokatolický kněz, básník, spisovatel a bojovník proti nacismu Roman Karl Scholz v nacistickém vězení v roce 1942. Jedná se o jediný rakouský román (a spolu s Die Passionen der halykonischen Seele (Vášně halykonské duše) od Wernera Krausse jeden ze dvou německy psaných románů), napsaný ve vězení během nacistické okupace. Text se podařilo vynést ven díky obětavosti spoluvězňů.
Román obsahuje autobiografické prvky, neboť Scholz strávil léto 1938 a srpen 1939 ve Velké Británii, kde se pokoušel díky dříve získaným kontaktům získat podporu pro činnost svého protinacistického hnutí.

## Obsah románu
Román vypráví příběh rakouského katolického kněze Christiana Bolfie, který v létě 1939 jede navštívit svého přítele, Sira Henryho, na anglické venkovské sídlo v Yorkshire. Zde se seznamuje s dalším hostem: majorem Bewinem a jeho dvěma dcerami Philis a její nevlastní sestrou Goneril Gwynn. Major požádá Christiana, aby Goneril, která je vyznáním protestantka a studuje literaturu, dával hodiny německé konverzace. Během vyučování i během společných výletů se oba mladí lidé sblíží. Nejedná se ale o žádný skandální vztah, ale o "niterný cit dvou lidí, kterým svatý zákon zakazuje patřit si navzájem". Vztah je bez "olověné tíhy sexu".
Jednoho večera zachytí společnost rozhlasovou výzvu, že všichni říšskoněmečtí občané se mají neprodleně vrátit z Británie do vlasti. Sir Henry Christianovi nabízí pohostinství, pokud by chtěl zůstat v Británii. Christian se musí rozhodnout: buď zůstane ve svobodné, demokratické zemi a u milované ženy, nebo dodrží sliby dané Bohu, řádu a své vlasti. Po rozjímání v zámecké kapli se rozhodne pro druhou variantu, opouští své britské přátele a vrací se domů do nacisty okupovaného Rakouska.

## Vydání
Román vyšel posmrtně v roce 1947. Obsahuje také autorovo Průvodní slovo pro Williama Hardena z roku 1942 a předmluvu Grete Gergasevics z roku 1947. Na vydání knihy zareagovali dva recenzenti: Friedrich Heer v článku Rakouské krédo (Österreichisches Credo) vidí v postavě Goneril symbolickou postavu, personifikaci svobody a krásy. Michael Pflieger ve své knize Priesterliche Existenz z roku 1953 naopak varuje před "zahrávání si s láskou" a jako typický příklad uvádí Schulzův román. "Podivuhodný je tento případ proto, že zde kněz tváří v tvář smrti využívá posledních měsíců svého života v žaláři k tomu, aby sepsal historii jedné lásky, očividně své lásky."

### Český překlad
Román přeložila do češtiny Lucy Topoľská a vyšel v roce 2014 paralelně v českém a německém vydání Výboru z díla.

### Rozhlasové zpracování
Byl zpracován v Českém rozhlasu v roce 2017 jako pětidílná četba na pokračování, četl Petr Kubes, režii měl Michal Bureš.

## Úryvek
| „                                                                            | Básníci, vy nejsilnější z lidí! Je něco, co byste nedokázali? Propůjčujete slovo všemu, co naplňuje srdce. Dáváte promlouvat nejtajnějším hnutím mysli. Přetváříte nedokonalý svět. Budujete si snová města čnící jako kupole a věže z mraků. Umožňujete nám pohled do kvetoucích zahrad ztracených rájů. Učíte nás umění čisté lásky. Opájíte nás štěstím z omamného nápoje veršů. A naši trýzeň tlumíte balzámem písní. ... Básníci, vy nejslabší z lidí! Běda, když vás potká krása! Rychle se rozplyne vaše síla, roztavená jejím pohledem. Jste jí okouzleni a propadnete jí, a tak ji následujete. Jako pavučiny se přetrhají i nejsvětější svazky, které vás vážou a poutají. Zapomenete na všechno: na přísahy, na zákony i na povinnosti. Opouštíte jako manželé ženu, jako knížata vládu, jako moudří moudrost, jako kněží velebnou svatozář. A následujete ji. Vzdáváte se dědictví a výsad - za jediný polibek jejích úst. Neboť krása, básníci, je váš úděl. A přece, kdo by vás chtěl vinit za tento vábný hřích? Není to vina: nemůžete jinak. Básníci a krása patří k sobě. Jsou si navzájem určením a osudem. Básníci, vy nejsilnější a nejslabší z lidí! | “ |
| — Roman Karl Scholz: Goneril : příběh jednoho setkání, překlad Lucy Topoľská | |   |

## Další
Název Goneril nese i jedna z básní, kterou Scholz napsal ve vězení.